# BCAS2
BCAS2 (англ. BCAS2, pre-mRNA processing factor) – білок, який кодується однойменним геном, розташованим у людей на короткому плечі 1-ї хромосоми.  Довжина поліпептидного ланцюга білка становить 225 амінокислот, а молекулярна маса — 26 131.
| 10         |  | 20         |  | 30         |  | 40         |  | 50         |
| ---------- |  | ---------- |  | ---------- |  | ---------- |  | ---------- |
| MAGTGLVAGE |  | VVVDALPYFD |  | QGYEAPGVRE |  | AAAALVEEET |  | RRYRPTKNYL |
| SYLTAPDYSA |  | FETDIMRNEF |  | ERLAARQPIE |  | LLSMKRYELP |  | APSSGQKNDI |
| TAWQECVNNS |  | MAQLEHQAVR |  | IENLELMSQH |  | GCNAWKVYNE |  | NLVHMIEHAQ |
| KELQKLRKHI |  | QDLNWQRKNM |  | QLTAGSKLRE |  | MESNWVSLVS |  | KNYEIERTIV |
| QLENEIYQIK |  | QQHGEANKEN |  | IRQDF      |  |            |  |            |

A: Аланін

C: Цистеїн

D: Аспарагінова кислота

E: Глутамінова кислота

F: Фенілаланін

G: Гліцин

H: Гістидин

I: Ізолейцин

K: Лізин

L: Лейцин

M: Метіонін

N: Аспарагін

P: Пролін

Q: Глутамін

R: Аргінін

S: Серин

T: Треонін

V: Валін

W: Триптофан

Кодований геном білок за функцією належить до фосфопротеїнів. 
Задіяний у таких біологічних процесах як процесінг мРНК, сплайсінг мРНК, поліморфізм, ацетиляція. 
Локалізований у ядрі.